# Guga Ribas
Augusto Sérgio de Oliveira Ribas, mais conhecido por Guga Ribas (Rio de Janeiro, 29 de julho de 1964), é um esportista e empresário brasileiro. É piloto de kart e automóvel e atirador esportivo. 
Em 2003 fundou a Guga Ribas Company, empresa fundada originalmente para o tiro esportivo e que hoje é referência internacional de coldres e outros equipamentos para o esporte, já atende ao universo esportivo como um todo, aonde ele exerce até hoje a função de CEO da companhia.
Em 21 de setembro de 1986 tornou-se o primeiro piloto brasileiro campeão mundial de kart.
No tiro prático conquistou títulos nacionais e europeus, além do tricampeonato panamericano e um vice-campeonato mundial.